# Чай и симпатия (фильм)
«Чай и симпатия» (англ. Tea and Sympathy) — кинофильм режиссёра Винсента Миннелли, вышедший на экраны в 1956 году. Экранизация одноименной пьесы Роберта Андерсона. За роль Лоры Рейнольдс Дебора Керр была номинирована на премию BAFTA в категории «лучшая британская актриса».

## Сюжет
Том Ли посещает собрание выпускников в школе, которую закончил 10 лет тому назад. Зайдя в комнату в общежитии, где он когда-то жил, он вспоминает то, что ему пришлось тогда пережить. В то время Том, 17-летний новичок школы, оказался здесь «белой вороной»: он не разделял увлечения сверстников спортом и грубыми развлечениями, а предпочитал слушать музыку или проводить время с книгой в руках. Это отличие не прошло мимо учеников школы, и вскоре Том получил обидную кличку «сестрёнка». Единственным человеком, который с сочувствием отнесся к положению юноши, была Лора Рейнольдс, жена школьного тренера...

## В ролях
- Дебора Керр — Лора Рейнольдс
- Джон Керр — Том Ли
- Лейф Эриксон — Билл Рейнольдс
- Эдвард Эндрюс — Херб Ли
- Дэррил Хикман — Эл
- Норма Крейн — Элли Мартин
- Том Лафлин — Ральф